# Schweiz i olympiska vinterspelen för ungdomar 2016
Schweiz deltog i de olympiska vinterspelen för ungdomar 2016 i Lillehammer i Norge som avgjordes 12–21 februari 2016. Truppen bestod av 48 aktiva. Schweiz tog fyra guld, tre silver och fyra brons. Ytterligare en medalj togs i en gren med mixade länder.

## Medaljörer[2]
| Medalj | Namn | Sport            | Gren                            | Datum       |
| ------ | --- | ---------------- | ------------------------------- | ----------- |
| Guld   | Aline Danioth | Alpin skidåkning | Flickornas kombination          | 14 februari |
| Guld   | Talina Gantenbein | Freestyle        | Flickornas skicross             | 15 februari |
| Guld   | Mélanie Meillard | Alpin skidåkning | Flickornas storslalom           | 16 februari |
| Guld   | Aline Danioth | Alpin skidåkning | Flickornas slalom               | 18 februari |
| Silver | Mélanie Meillard | Alpin skidåkning | Flickornas kombination          | 14 februari |
| Silver | Sophie Hediger | Snowboard        | Flickornas snowboardcross       | 15 februari |
| Silver | Sophie Hediger Talina Gantenbein Pascal Bitschnau Sascha Rueedi | Snowboard        | Mix lag snowboardcross/skicross | 16 februari |
| Brons  | Aline Danioth | Alpin skidåkning | Flickornas super-G              | 13 februari |
| Brons  | Aline Danioth | Alpin skidåkning | Flickornas storslalom           | 16 februari |
| Brons  | Selina Witschonke Henwy Lochmann Laura Engler Philipp Hösli | Curling          | Mix lag                         | 17 februari |
| Brons  | Schweiz U16-damlandslag i ishockey - Sina Bachmann - Sydney Berta - Tina Brand - Yaël Brich - Oona Emmenegger - Rahel Enzler - Ramona Forrer - Justine Forster - Janine Hauser - Saskia Maurer - Lisa Rüedi - Noemi Ryhner - Jessica Schlegel - Gionina Spiess - Nicole Vallario - Stefanie Wetli - Lara Zimmermann | Ishockey         | Flickornas turnering            | 20 februari |

### Medaljörer i mixade länder
Följande tog medaljer i lagtävlingar med mixade länder (NOK).
| Medalj | Namn          | Sport   | Gren         | Datum       |
| ------ | ------------- | ------- | ------------ | ----------- |
| Guld   | Philipp Hösli | Curling | Mixad dubbel | 21 februari |